# Colore della pelle umana

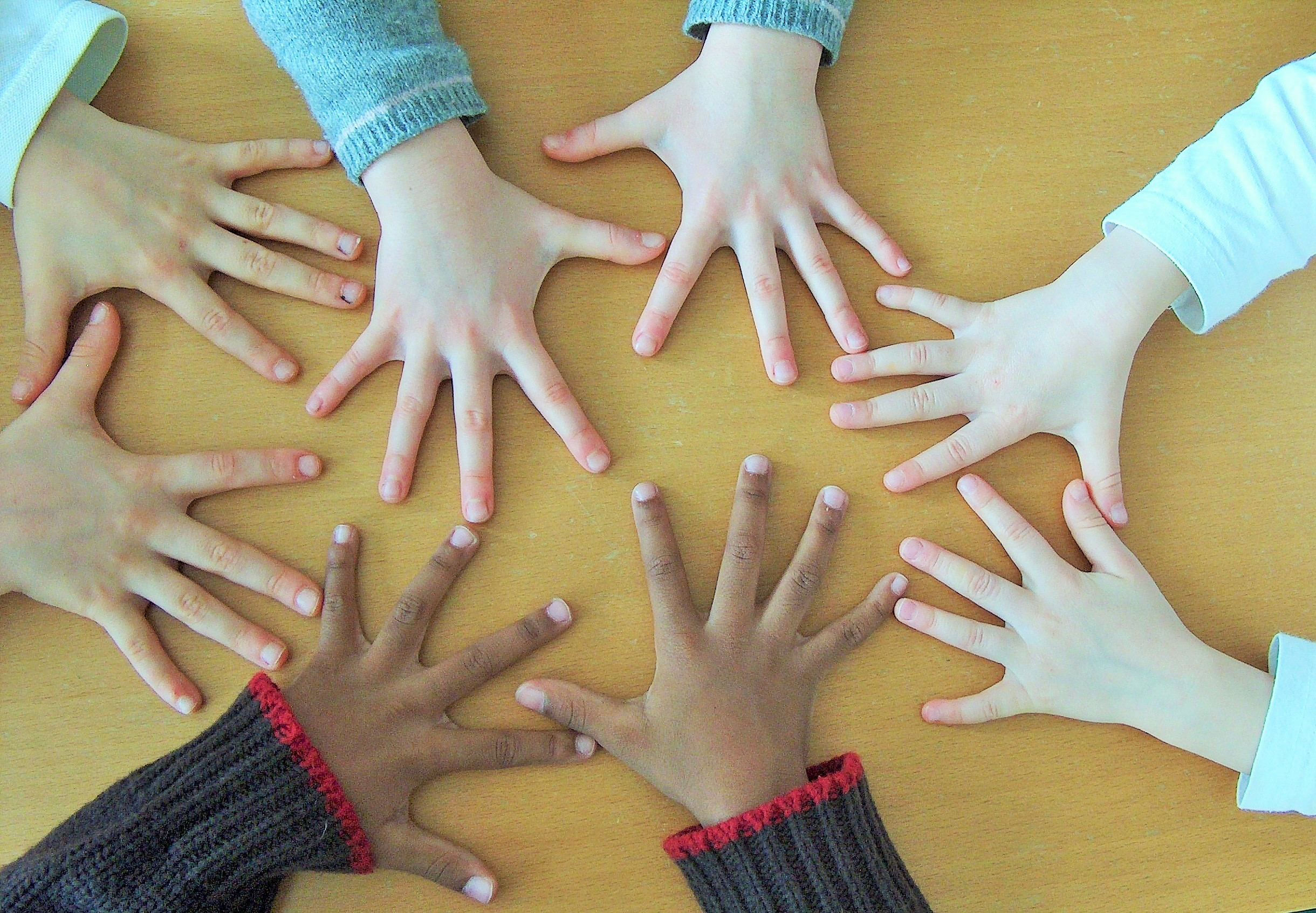
Esempi di alcuni possibili colori della pelle delle mani

Il colore della pelle umana può variare da quasi nero a tonalità molto pallide di rosa. Questa variabilità è dovuta alla diversa quantità di pigmentazione nelle cellule della cute, influenzata sia da fattori genetici sia dall'esposizione alla luce del sole.
Il pigmento più importante nel colore della pelle è la melanina, prodotta dai melanociti; maggiore è il livello di melanina, più scuro sarà il colore della pelle di un individuo, mentre in carenza di melanina, il colore chiaro del tessuto connettivale presente nel derma sarà più visibile, creando una tonalità più rosa della pelle.

## Fattori genetici

Formula di struttura dell'eumelanina

Il colore della pelle è determinato dalla quantità e dal tipo di melanina nella pelle. La melanina si presenta in due forme: la pheomelanina, che corrisponde ai colori dal giallo al rosso, e l'eumelanina, che va dal marrone scuro al nero. Sia la quantità sia il tipo sono determinati da quattro-sei geni che operano secondo il meccanismo di dominanza incompleta. Una copia di ognuno di questi geni è ereditata dal padre, e uno dalla madre. Ogni gene si presenta sotto forma di numerosi alleli, producendo una grande varietà di colori differenti della pelle.
La pelle scura protegge dai melanomi causati dalle mutazioni nelle cellule della pelle, indotte dai raggi ultravioletti. Le persone con pelle chiara hanno una probabilità dieci volte superiore di morte per melanoma, se esposte ad analoghe condizioni di esposizione solare. Inoltre, la pelle scura protegge dal rischio di distruzione della vitamina B folato da parte delle radiazioni UV-A. Il folato è necessario per la sintesi del DNA durante la duplicazione cellulare, e livelli bassi di folato durante la gravidanza sono collegati a difetti congeniti.
Mentre la pelle scura protegge la vitamina B, può anche portare a una deficienza di vitamina D. Il vantaggio della pelle più chiara sta nel bloccare meno efficacemente la luce solare, e quindi nel favorire la produzione di vitamina D3, necessaria per l'assorbimento del calcio e la crescita ossea. Questo ha portato all'introduzione di latte arricchito con vitamina D in alcuni paesi. Le tonalità più chiare della pelle femminile potrebbero dipendere dal fabbisogno maggiore di calcio durante la gravidanza e l'allattamento.
Una delle ipotesi sull'evoluzione dei differenti colori della pelle umana è attualmente la seguente: gli antenati pelosi degli umani, come accade per i moderni primati affini all'uomo, avevano pelle chiara al di sotto del pelo. Una volta che il pelo fu perso, essi scurirono progressivamente il colore della pelle come difesa dai raggi solari, prevenendo l'insorgenza di bassi livelli di folato, dato che vivevano nell'Africa assolata (il melanoma ha probabilmente un'importanza secondaria, visto che il cancro alla pelle generalmente è mortale solo dopo l'età riproduttiva e quindi non costituisce una forte spinta evoluzionistica). Quando gli esseri umani migrarono in regioni più a nord, con esposizione minore ai raggi solari, la carenza di vitamina D divenne un problema significativo e la pelle chiara tornò a fare la sua comparsa.
Gli inuit e gli yupik sono casi particolari: sebbene vivano in un ambiente estremamente poco esposto al sole, hanno conservato tonalità relativamente scure. Questo può essere spiegato dall'alimentazione a base di pesce, ricca di vitamina D. Un'altra eccezione è l'albinismo, caratterizzato dall'assenza di melanina causata da una mutazione genetica, a eredità autosomica recessiva, e che si manifesta con pelle e capelli acromatici (essenzialmente privi di colore, ma tendenti al giallo paglierino); la pelle, in questo caso, assume un colore rosato, determinato dai capillari che la irrorano.

## Ricerche sulla variabilità

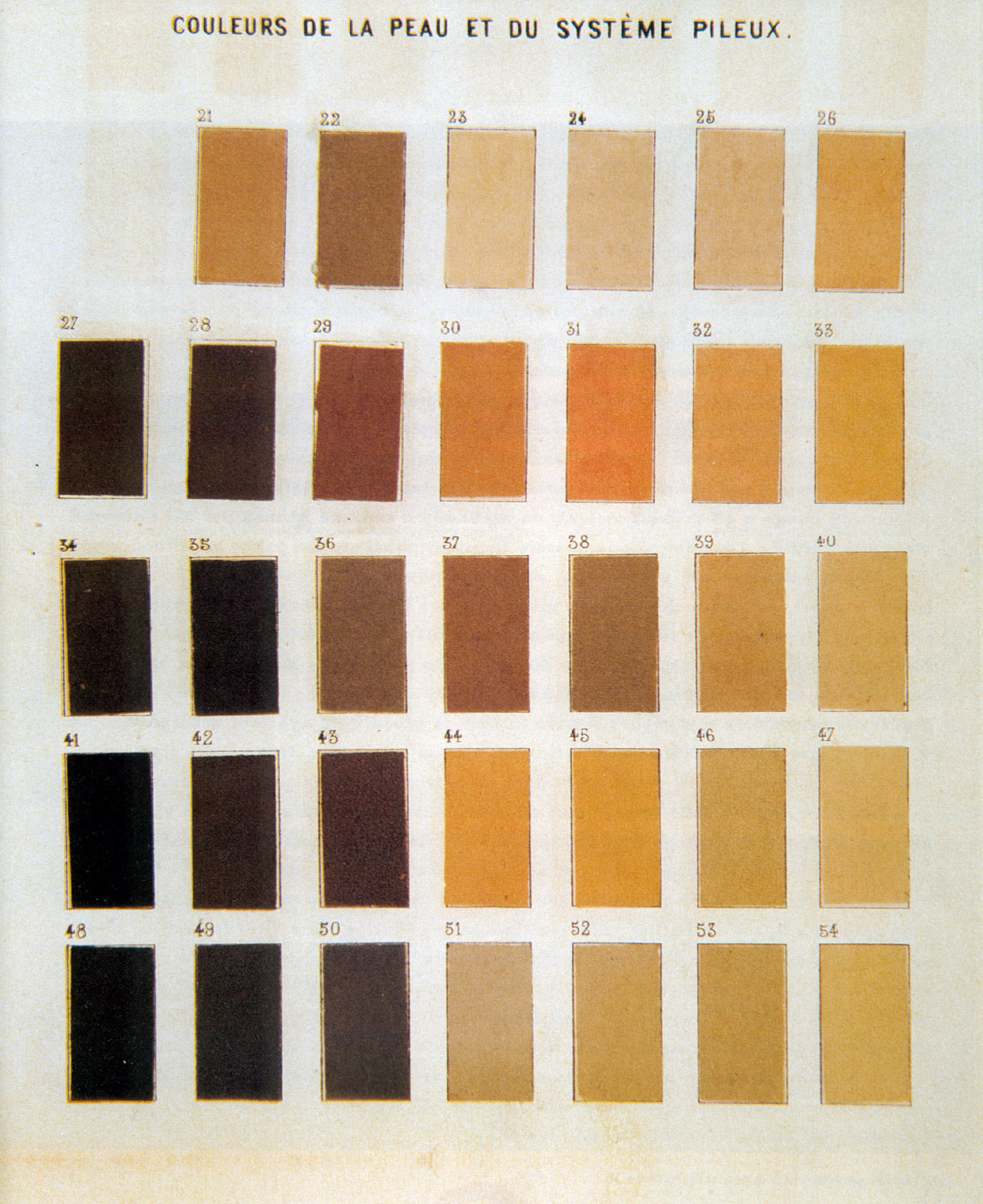
Esempio di tabella con diversi colori della pelle utilizzata in studi antropologici

Mappa dei colori della pelle delle popolazioni native di ciascuna parte del globo secondo il geografo Renato Biasutti (ricerche anteriori al 1940)

Il colore della pelle umana varia dal marrone scuro al quasi incolore, che appare un rosato chiaro per via dei vasi sanguigni nella pelle. Nel tentativo di scoprire i meccanismi che hanno generato una variazione così ampia del colore, Nina Jablonski e George Chaplin scoprirono una forte correlazione tra le colorazioni della pelle umana in popolazioni indigene e la radiazione ultravioletta media dove tali indigeni abitano.

Chaplin riportò il "candore" (W) della colorazione della pelle di indigeni che erano rimasti nella stessa area geografica per gli ultimi 500 anni, confrontandolo con la quantità annua di raggi ultravioletti (AUV) per oltre 200 persone indigene; trovò che il "candore" W della pelle è legato all'esposizione dall'equazione approssimata

laddove il "candore" W del colore della pelle è misurato come la percentuale di luce riflessa dalla parte interna del segmento superiore del braccio, sulla quale l'abbronzatura della pelle dovrebbe essere minima; una persona con la pelle più chiara rifletterebbe più luce e avrebbe un valore di W più alto. A giudicare dall'approssimazione lineare fatta sui dati empirici, la teorica persona dalla pelle "più bianca" rifletterebbe solo il 70% della luce incidente, pur appartenendo a un'ipotetica popolazione umana che vivesse in una zona con esposizione nulla ai raggi ultravioletti (AUV=0). Jablonski e Chaplin valutarono la media annuale delle radiazioni ultraviolette a cui veniva esposta la pelle, utilizzando misure fatte dai satelliti che prendevano in considerazione la variazione dello spessore dello strato d'ozono che assorbe gli UV, la variazione giornaliera di opacità della copertura nuvolosa e le variazioni giornaliere dell'angolo con cui i raggi solari contenenti radiazioni UV colpivano la Terra attraversando diversi spessori dell'atmosfera terrestre, a differenti latitudini, per ognuno dei luoghi d'origine dei differenti popoli indigeni dal 1979 al 1992.
Jablonski e Chaplin proposero una spiegazione per la variazione di colore della pelle umana non abbronzata con l'esposizione annuale ai raggi ultravioletti; essa si basa sulla competizione tra due forze che agiscono sul colore della pelle umana:
- la melanina, che produce i toni più scuri della pelle umana, serve come filtro per la luce a protezione degli strati interni della pelle, evitando scottature e interferenze nei processi di sintesi dei precursori del DNA umano;
- l'esigenza per gli esseri umani di far penetrare almeno una piccola porzione di luce ultravioletta sottopelle per produrre vitamina D, utile per fissare il calcio nelle ossa.

Jablonski e Chaplin notarono che quando popolazioni indigene compivano migrazioni, portavano con loro un pool genico sufficiente a consentire variazioni significative del colore in periodi di circa mille anni. Così, la pelle dei loro attuali discendenti si è schiarita o scurita per adattarsi alla formula, con l'eccezione già citata dei popoli della Groenlandia, che hanno una dieta ricca in pesce, e quindi di vitamina D e hanno perciò potuto vivere in zone a bassa esposizione solare senza che il colore della pelle subisse cambiamenti.
Nel considerare il colore della pelle umana attraverso il lungo periodo dell'evoluzione umana, Jablonski e Chaplin notarono che non c'era nessuna evidenza empirica a suggerire che gli antenati dell'essere umano, sei milioni di anni fa, avessero un colore di pelle differente da quello degli attuali scimpanzé — che hanno pelle di colore chiaro e pelo scuro. Ma così come gli uomini evolvettero per perdere il loro pelo corporeo, così un'evoluzione parallela permise alle popolazioni umane di cambiare il colore della pelle di base verso il nero o il bianco in un periodo inferiore a un migliaio d'anni per compensare le esigenze di
- aumentare l'eumelanina per proteggersi dai raggi ultravioletti troppo intensi;
- ridurre l'eumelanina per sintetizzare sufficiente vitamina D.

Con questa spiegazione, nel tempo in cui gli umani vissero solo in Africa, ebbero la pelle scura e vissero per lunghi periodi di tempo in zone con esposizione solare intensa. Nel momento in cui alcuni umani migrarono a nord, con l'andar del tempo svilupparono pelle bianca, sebbene mantenessero la possibilità di sviluppare pelle scura all'interno del pool genico non appena fossero migrati nuovamente in aree con insolazione intensa, come accade a sud dell'equatore.

## Origine della pelle bianca
Molti geni sono stati indicati come spiegazioni della variazione del colore della pelle negli esseri umani, tra cui ASIP, MATP, TYR, e OCA2. È stato dimostrato che un gene di recente scoperta, SLC24A5, contribuisce in maniera significativa allo stabilire le differenze tra europei e africani, fino a una media di 30 unità di melanina.
Variazioni significative nel colore della pelle umana sono state correlate a mutazioni di un altro gene, MC1R (Harding et al 2000:1351). Il nome "MC1R" deriva dall'inglese melanocortin 1 receptor, ovvero "recettore 1 della melanocortina":
- "melano" significa nero;
- "melanocortina" si riferisce all'ormone stimolante, prodotto dalla ghiandola pituitaria, che ordina alle cellule di produrre melanina;
- "1" specifica l'appartenenza alla prima famiglia dei geni per la melanocortina;
- "recettore" indica che la proteina derivante dalla sequenza di questo gene serve come segnale di rilascio della melanina attraverso la membrana cellulare. Il segnale ormonale proveniente dalla ghiandola pituitaria, quindi, ha la proteina ottenuta con la sequenza amminoacidica di MC1R come recettore, stimolando la produzione di melanina.

Il gene MC1R è composto da un segmento di 954 nucleotidi. Analogamente a tutto il resto del DNA, ogni nucleotide può contenere una delle quattro basi azotate: adenina (A), guanina (G), timina (T), o citosina (C). 261 di questi nucleotidi possono cambiare senza effetti di rilievo sulla sequenza amminoacidica nella proteina recettore, per via della sinonimia di molte delle triplette nucleotidiche, che portano alla produzione di amminoacidi uguali seppur con combinazioni di nucleotidi lievemente differenti  secondo il meccanismo della "mutazione silente". Harding  analizzò le sequenze amminoacidiche nelle proteine recettore di 106 individui africani e 524 non-africani per comprendere il motivo della colorazione nera della pelle di tutti gli africani. Harding non trovò differenze tra gli africani per quanto riguardava le sequenze amminoacidiche nelle loro proteine recettore. In compenso, negli individui non-africani, c'erano 18 siti amminoacidici in cui le proteine recettore differivano, e tutte le alterazioni davano origine a pelli più chiare di quelle africane. Inoltre, le variazioni nei 261 siti "silenti" dell'MC1R erano molto simili tra africani e non-africani, quindi i tassi di mutazione erano gli stessi. Il perché non ci fossero né differenze né divergenze nelle sequenze amminoacidiche delle proteine recettore tra gli africani, mentre ce n'erano almeno 18 tra irlandesi, inglesi e svedesi era un interrogativo pressante.
Harding  concluse che l'intensità solare in Africa avesse creato un vincolo evoluzionistico che riduceva fortemente la sopravvivenza di progenie con una differenza qualsiasi nei 693 siti del gene MC1R che risultasse in una singola variazione nella sequenza amminoacidica della proteina recettore - perché ogni variazione dal recettore africano avrebbe prodotto pelle notevolmente più bianca, che non offriva affatto protezione dal sole africano. Al contrario (in Svezia, per esempio), il sole era così debole che una qualsiasi mutazione non avrebbe compromesso la probabilità di sopravvivenza della progenie. Inoltre, negli individui irlandesi, inglesi e svedesi, le variazioni dovute a mutazioni tra i 693 siti genici che causavano cambiamenti nella sequenza amminoacidica erano le stesse che subivano i 261 siti genici dove "mutazioni silenti" continuavano a produrre la stessa sequenza amminoacidica. Quindi, Harding concluse che il sole intenso dell'Africa uccideva la progenie di coloro che avevano mutazioni in MC1R tali da avere pelle più chiara. Comunque, il tasso di mutazioni necessario affinché vi fosse pelle più chiara nella progenie degli africani migrati verso nord, era comparabile con quello di uomini bianchi con antenati sempre vissuti in Svezia. Da qui, Harding concluse che il "biancore" della pelle umana era un risultato diretto di mutazioni casuali nel gene MC1R non letali alle latitudini di Irlanda, Inghilterra e Svezia. Anche le mutazioni che producevano individui con capelli rossi e scarsa capacità di abbronzarsi erano non letali alle latitudini più settentrionali.
Rogers, Iltis, e Wooding (2004) esaminarono i dati di Harding sulla variazione delle sequenze nucleotidiche di MC1R per individui con differenti progenitori per determinare la più probabile progressione del colore della pelle umana negli antenati durante gli ultimi 5 milioni di anni. Confrontando le sequenze nucleotidiche di MC1R di scimpanzé e umani in varie aree della Terra, Rogers concluse che i progenitori comuni di tutti gli uomini avevano la pelle chiara sotto il pelo scuro, simile alla combinazione di colori degli scimpanzé odierni. Quindi, 5 milioni di anni fa, il pelo scuro degli antenati degli esseri umani li proteggeva dall'intenso sole africano; non c'era quindi nessun vincolo evoluzionistico che uccidesse la progenie di coloro che avessero avuto sequenze nucleotidiche di MC1R che rendessero la loro pelle bianca. Comunque, oltre 1,2 milioni di anni fa, a giudicare dal numero e dalla diffusione di mutazioni tra umani e scimpanzé nelle sequenze nucleotidiche, gli antenati umani in Africa cominciarono a perdere pelo e furono sottoposti al vincolo di cui sopra. Da allora, tutte le persone che hanno discendenti oggi, avevano esattamente la proteina recettore degli odierni africani; la loro pelle era nera, e tutti coloro che avevano tonalità più chiare venivano uccisi dall'esposizione solare. Ciò ovviamente non valse per coloro che emigrarono verso nord ed evitarono il vincolo rappresentato dall'intensità solare. Raccogliendo dati statistici sulle variazioni di DNA tra tutte le persone che hanno un campione disponibile e sono a tutt'oggi viventi, Rogers concluse che:
1. da 1,2 milioni di anni fa, per un milione di anni, tutti gli antenati delle persone ora viventi erano nere come gli attuali africani;
2. per quel periodo di un milione di anni, gli antenati degli uomini vissero nudi senza vestiario;
3. i discendenti di una qualsiasi persona che migra dall'Africa verso nord diventeranno progressivamente più bianchi a lungo termine poiché il vincolo evoluzionistico che coinvolge gli africani diminuirà più si va verso nord.

Quest'ultima affermazione, comunque, non tiene conto del periodo di tempo in cui questa mutazione dovrebbe avvenire si potrebbe verificare nella maggiore presenza di nei o meno nei soggetti con popolazione bianca e nera o viceversa di altri tipi di colore di carnagione rossa negli indios o gialla nella popolazione dell'estremo Est dell'Asia. La dipendenza da questo periodo di tempo dovrà far sì che la teoria di Rogers ammetta anche che il periodo di tempo è sufficiente a definire adeguatamente la variabilità osservata, nella cute umana oppure a lasciare l'interpretazione arbitraria.

## Cultura
A livello culturale, il colore della pelle è spesso stato utilizzato per discernere le diverse etnie. Alcuni credono che il diverso pigmento di pelle sia indice di inferiorità. Infatti, nel corso della storia si sono verificate molte ingiustizie che ce lo dimostrano, per esempio la schiavitù negli Stati Uniti d'America o la tratta atlantica degli schiavi africani del XVI secolo. Non solo, ciò è anche motivo di bullismo, sia negli ambienti scolastici sia nella vita quotidiana al di fuori della scuola.